# Claviorganum

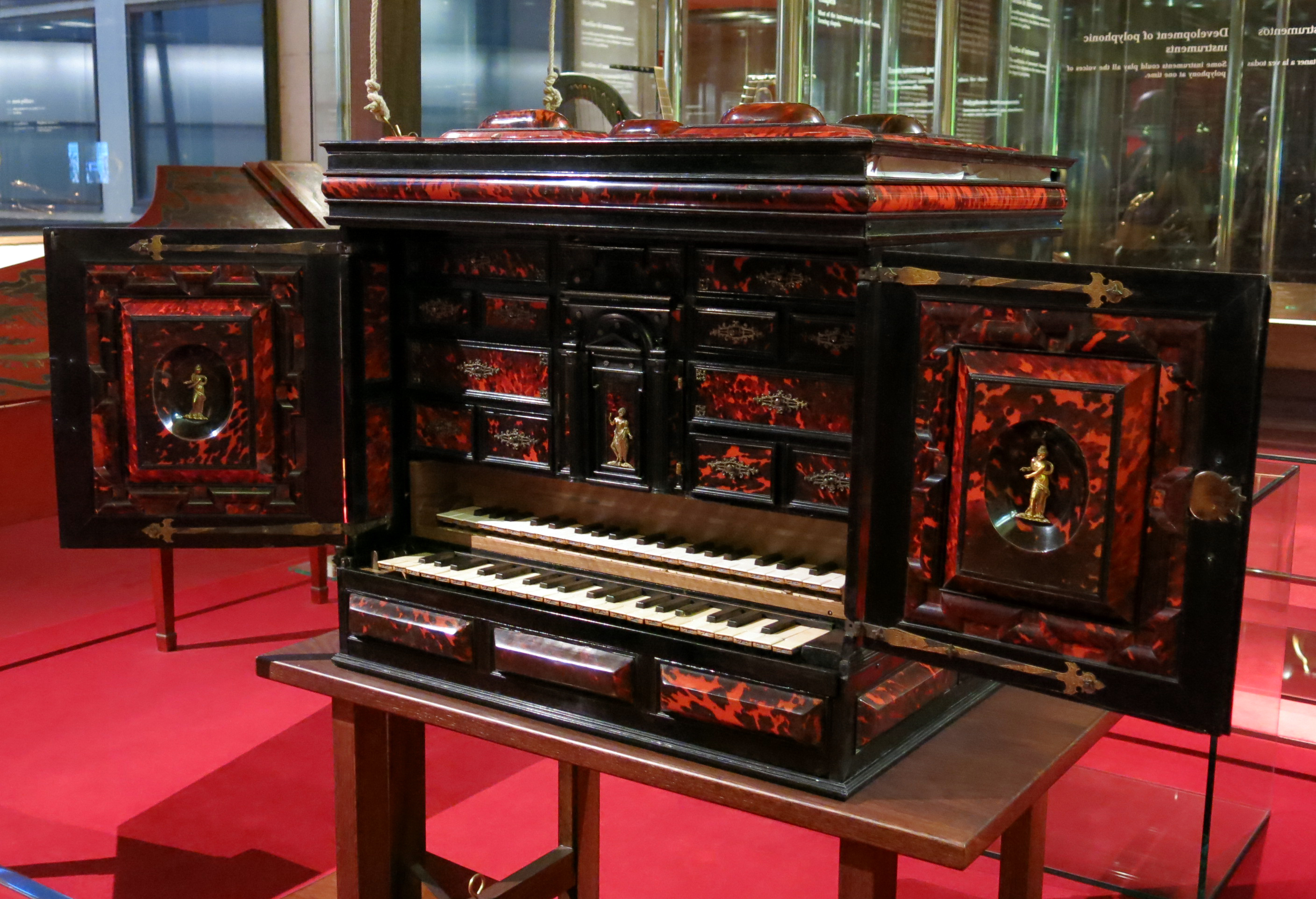
Claviorganum van Lorenz Hauslaib (ca. 1590), Neurenberg, in het Museu de la Música de Barcelona

Het claviorganum is een zeldzaam klavierinstrument, waarin orgel (een instrument bestaande uit pijpen en windvoorziening) en klavecimbel worden gecombineerd.  Beide componenten zijn op elkaar geplaatst en kunnen samen bespeeld worden door één klavierspeler vanaf één of meerdere klavieren.  Beide instrumenten kunnen samen klinken of afzonderlijk bespeeld worden.

## Exemplaren
Er bestaan wereldwijd minstens 200 historische instrumenten die als een claviorganum kunnen beschouwd worden. 

## Reconstructies
- In het orgelARTmuseum (Windesheim) staat een reconstructie van een claviorganum, door de gebroeders Oberlinger en Martin Sassmann (1988).  Het betreft een exacte kopie van het originele instrument door John Snetzler en Jakob Kirkman.
- William Mitchell reconstrueerde een claviorganum, op basis van de tekeningen uit L'art du facteur d'Orgues van Dom Bedos (François Bédos de Celles, op platen CXXXIV en CXXXV.